# Félix Ruiz de Arcaute

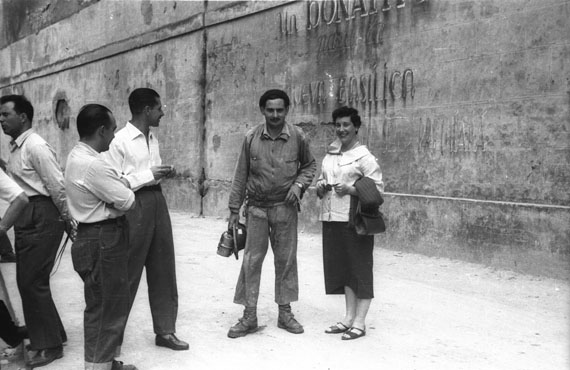
Félix Ruiz de Arcaute (en el centro de la imagen), en las I Jornadas Vasco-Navarras de Espeleología (Aránzazu, 1956)

Félix Ruiz de Arcaute van der Stucken (Amberes, 8 de noviembre de 1927 - Arette, 24 de julio de 1971) fue un destacado espeleólogo europeo del siglo XX. De madre belga y padre vasco, nació en Bélgica y desarrolló sus exploraciones principalmente en España y Francia.
Presente en varias exploraciones que batieron sucesivamente récords mundiales de profundidad, Ruiz de Arcaute se destacó por la habilidad de coordinar diferentes grupos; en ese sentido ha pasado a la historia una frase suya, escrita en 1966 durante las exploraciones del Sistema de la Piedra de San Martín y que subraya la importancia del trabajo en equipo en espeleología: “el eslabón no es nada, lo que importa es la cadena”.

## Inicios
El primer contacto de Arcaute con la espeleología tuvo lugar en Grenoble sobre 1950, a donde fue a realizar sus estudios. Allá realizó diversas exploraciones en cavidades emblemáticas de los macizos de Vercors y Alpes con el Club Alpin Français (CAF). En 1951 se trasladó a Tolosa (Guipúzcoa) para hacerse cargo de las participaciones que su familia poseía en una empresa papelera de la localidad, y entró en la Sección de Espeleología de la Sociedad de Ciencias Aranzadi, donde Jesús Elósegui, Juan San Martín y otros se encontraban en plena exploración del sistema Gesaltza-Jaturabe-Arrikrutz (Oñate).
Para regularizar su situación, Arcaute se vio obligado a realizar el servicio militar, siendo destinado a Estella (Navarra). Allá trabó contacto con otro recluta, Eugenio Roa, con quien exploró la sima de Igúzquiza; pronto se sumaron otros jóvenes (Arriaga, Elcano, Castejón...) con quienes realizaron diversas exploraciones en la zona (Basaura, Los Cristinos, Itxako...) dando origen a lo que sería el Grupo de Espeleología de Estella.  Poco después contactó con varios espeleólogos de Pamplona que realizaban exploraciones de forma un tanto precaria: hermanos Santesteban, Pedro Etxaleku, Jose Mari Sáenz, Miguel Bengoa, Juan Razkin... que constituirían poco después la sección espeleológica de la Institución Príncipe de Viana (IPV). Ruiz de Arcaute les suministró formación y material técnico (principalmente escalas metálicas), y les apoyó en la gran exploración de la sima de Ormazarreta. A los navarros se sumó Adolfo Eraso, procedente del grupo Manuel Iradier de Vitoria, y todos juntos emprendieron en 1953 la exploración del poljé de Zaldibe (Sierra de Urbasa), ya que la envergadura de sus simas excedía la capacidad logística de un solo grupo.
Arcaute siguió asimismo en relación con los espeleólogos de Grenoble: con ellos colaboró en el rodaje del documental “La Riviére Sans Étoiles” (Georges Marry, 1952); también participó en el descubrimiento y exploraciones de la sima Gouffre Berger, que llegaría a ser la más profunda del mundo. En cuanto a su equipo “local”, en esa época se reforzó con nuevas incorporaciones: José Luis Txintxurreta, Pedro Maiztegi, Esteban Larraioz, Modesto Zilaurren, Roland Rigault, Antonio Arratibel, Juan María Laredo...

## Colaboraciones en España
Para entonces las exploraciones de Larra-Belagua habían adquirido relevancia mundial: a pesar de que la Sima Lepineux se encontraba clausurada debido a un conflicto fronterizo, en 1954 y 1955 el IPV organizó dos grandes expediciones a otra zona del macizo, con apoyo del Ejército español, prospectando la superficie del Sistema de la Piedra de San Martín. En ellas participaron dos miembros de la SC Aranzadi (Juan San Martín y Félix Ruiz de Arcaute), y las principales exploraciones se centraron sobre las simas que denominaron Etxaleku, Apeztegia y Sima H.
En 1955 Arcaute prosiguió sus colaboraciones con los equipos navarros (Sima del Roble, Urbasa) y guipuzcoanos (Izarraitz). En este último macizo se destacó la exploración de la Sima de Aitzbeltz (Mendaro), cuya dificultad técnica supuso un gran reto para la SC Aranzadi, y requirió un año de pruebas para diseñar y poner a punto un torno especial a pedales. La exploración tuvo lugar entre el 23 y 26 de junio de 1955, y Arcaute fue uno de los cinco espeleólogos que descendió a la sima.
En 1956 la SC Aranzadi celebró en Aránzazu (Oñate) las I Jornadas Vasco-Navarras de Espeleología, primer congreso espeleológico de la historia de España y origen de la Unión de Espeleólogos Vascos. Arcaute tomó parte activa en la organización, ponencias y visitas guiadas. La competencia de su equipo hacía que les reclamaran de otras provincias para participar en exploraciones de envergadura; así, además de las colaboraciones habituales en Navarra recibieron invitaciones del Grupo Espeleológico Vizcaíno para participar en varias exploraciones (como la Torca del Carlista), del Grupo Espeleológico Edelweiss de Burgos para acudir a Ojo Guareña (a la sazón la cavidad más larga de España), o del Grupo Espeleológico de Roma invitándoles a la exploración del Abismo de Pizzodetta. Arcaute también colaboró con el grupo Manuel Iradier en la exploración de la cueva de Mairuelegorreta (Cigoitia, Álava), y en el rescate que tuvo lugar en esa misma cavidad el año 1959.

## Larra
1960 marcó un antes y un después en la trayectoria espeleológica de Félix Ruiz de Arcaute. Una vez resuelto el problema fronterizo en el tribunal de La Haya, la Sima Lepineux volvió a abrirse y el grupo del IPV organizó las V Jornadas Vasco-Navarras de Espeleología en Larra, en colaboración con Électricité de France (EDF) y los Ejércitos francés y español. El objetivo principal de las jornadas fue realizar una topografía de precisión hasta la Sala de La Verna, con objeto de perforar un túnel para su aprovechamiento hidroeléctrico. En esta campaña, Arcaute trabó conocimiento con los espeleólogos franceses que operaban en el macizo (Norbert Casteret, José Bidegain, Georges Lepineux, Corentin Queffelec, Pierre Accoce, Jacques Sautereau...), y se convirtió en la pieza clave para coordinar los esfuerzos de los equipos de ambos lados de la frontera. Tras terminarse el túnel, éste se convirtió en la principal vía de acceso al Sistema de la Piedra de San Martín, tanto en las exploraciones río abajo (en las que Arcaute jugó un importante papel, descubriendo la Galería Aranzadi, que conduciría al nuevo récord de profundidad batido en 1964) como río arriba, donde participó en las exploraciones que en 1966 conseguirían conectar el Sistema con la sima Basabürüko Leizea, en las Arres de Anie.
Arcaute jugó un papel primordial en el encuentro entre Queffelec y Max Cosyns, poniendo fin a la brecha que separaba sus equipos desde el accidente de Marcel Loubens. También fue pieza clave en la creación de la Asociación Internacional para la Investigación Espeleológica en la Piedra de San Martín (ARSIP), poniendo fin al ambiente competitivo que existía entre los diferentes equipos espeleológicos.
Los trabajos de prospección permitieron el descubrimiento de cientos de nuevas simas, cuya exploración aportó cavidades notables como Trou de Zoé l’Anesse, Gouffre Moreau o Lonné-Peyret, en la que en 1970 los exploradores encontraron la segunda gran red subterránea de Larra, que vino a corroborar las teorías formuladas 20 años antes por el hidrogeólogo Fernand Ravier.

## Fin
En 1971, siguiendo la tendencia de sus últimos años, Arcaute reservó a Larra un lugar preponderante entre sus exploraciones. El mes de julio, acudió a proseguir las exploraciones de la Sima Lonné-Peyret; un desafortunado cúmulo de circunstancias produjo que quedara bloqueado bajo una cascada de agua, colgado de la cuerda de progresión, falleciendo al no poder liberarse ni ser ayudado por sus compañeros.
La muerte de Félix Ruiz de Arcaute supuso un gran golpe para el mundo espeleológico, donde infinidad de equipos habían tenido alguna relación con él a lo largo de sus 20 años de actividad. Este incidente fue uno de los principales detonantes para el definitivo impulso del espeleosocorro en Europa y puede decirse que, tres generaciones después, el rastro de Arcaute sigue estando muy presente en la comunidad espeleológica internacional.